# Debbie Brill
Deborah (Debbie) Brill (Mission (Brits-Columbia), 10 maart 1953) is een Canadese voormalige hoogspringster. Ze is de meest succesvolle hoogspringster van haar land. In de jaren zeventig en het begin van de jaren tachtig behoorde ze tot de wereldtop. In de jaarlijkse ranglijsten van het Amerikaanse blad Track and Field News stond ze twaalfmaal in de top-tien en in 1979 stond ze op de eerste plaats. Ze werd elfmaal nationaal kampioene en de Canadese records die ze vestigde in 1982 (indoor) en 1984 (outdoor) staan nog steeds overeind (peildatum december 2024). Ze nam driemaal deel aan Olympische Spelen, maar slaagde er bij die gelegenheden niet in om eremetaal te vergaren.

## Biografie

### De "Brill Bend"
Vanaf haar dertiende, in 1966, kwam Debbie Brill uit in atletiekwedstrijden, eerst alleen op provinciaal niveau in Brits-Columbia. In 1967 streed zij echter al op nationaal niveau mee en toen ze vijftien jaar oud was volgde haar eerste deelname aan een internationale wedstrijd. In 1969 vestigde Brill als zestienjarige al een Canadees record met 5 voet 9 inches (1,75 m). Nooit had iemand op die leeftijd hoger gesprongen. Brill beoefende een zelf ontwikkelde achterwaartse springstijl, de "Brill Bend", die later bekend werd als de "Fosburyflop". Ze had als tiener de stijl zelf ontdekt en was erg verwonderd, toen ze Dick Fosbury op dezelfde manier zag springen. "Ik dacht dat ik de enige was die het deed", zei ze in een interview voor Sports Illustrated in 1971. Ze was toen de beste hoogspringster van de wereld in haar leeftijdscategorie met een persoonlijk record van 1,82. Slechts vijf vrouwen hadden ooit hoger gesprongen.

### Eerste gouden medaille
Haar eerste gouden medaille bij het hoogspringen veroverde Brill in 1969 op de Pacific Conference Games, Spelen die tussen 1969 en 1985 eens in de vier jaar werden gehouden en waaraan werd deelgenomen door Australië, Canada, Japan, Nieuw-Zeeland en de Verenigde Staten. Acht jaar later zou ze zich deze titel opnieuw toe-eigenen.
Na de Olympische Spelen van 1972 in München, waar ze achtste werd met 1,82, keerde Brill de competitiesport enkele jaren de rug toe en leefde zij enige tijd als een hippie. In 1975 keerde zij echter terug met een vierde plaats op de Pan-Amerikaanse Spelen in Mexico-Stad.

### Teleurstelling in Montreal
In 1976 kon Brill zich echter niet plaatsen voor de finale op de Olympische Spelen van Montreal in haar eigen land. In de kwalificatie miste zij zelfs haar aanvangshoogte en moest zij ontgoocheld het veld ruimen. Vier jaar later werd haar, als 's werelds hoogst gerangschikte hoogspringster van 1979, een favorietenrol toegedacht voor de Spelen van 1980 in Moskou, maar ze kon er niet aan deelnemen vanwege de boycot van de Spelen door Canada. De beste olympische prestatie van haar carrière is dan ook haar vijfde plaats op de Olympische Spelen van 1984 in Los Angeles met een sprong van 1,94. Later dat jaar, op 2 september 1984, vestigde ze in Rieti een Canadees record met 1,98, haar beste outdoorresultaat.
Indoor had ze in het jaar volgend op dat, waarin zij was bevallen van haar zoon Neil, op 23 januari 1982 in Edmonton een wereldrecord gesprongen met 1,99. Dat werd reeds op 14 februari erna met een centimeter verbeterd door de Amerikaanse Coleen Sommer, maar het staat nog steeds overeind als Canadees record.
Een aantal jaren nadat ze gestopt was, is ze als veterane toch weer gaan hoogspringen. Op 46-jarige leeftijd leidde dit met een sprong over 1,76 tot een wereldrecord bij de vrouwen-45+ tijdens de wereldkampioenschappen voor veteranen/masters in Gateshead. Bij een poging om vervolgens 1,80 te halen, liep ze een stevige blessure op. Ze is later weliswaar weer begonnen, ze sprong als 50-plusser nog over 1,60, maar toen was de koek op. Tegenwoordig geeft ze training, maar springt zelf niet meer.

### Onderscheiden
Brill werd in 1983 benoemd tot officier in de Orde van Canada. In 2012 werd zij onderscheiden met de Medaille voor het Diamanten Jubileum van Elizabeth II.

## Titels
- Gemenebestkampioene hoogspringen - 1970, 1982
- Pan-Amerikaanse Spelen kampioene - 1971
- Pacific Conference Games kampioene hoogspringen - 1969, 1977
- Engels AAA-kampioene hoogspringen - 1971
- Amerikaans kampioene hoogspringen - 1979, 1982
- Canadees kampioene hoogspringen - 1968, 1969, 1970, 1971, 1974, 1976, 1978, 1980, 1982, 1983, 1984

## Persoonlijke records
| Onderdeel              | Prestatie          | Datum            | Plaats   |
| ---------------------- | ------------------ | ---------------- | -------- |
| hoogspringen (outdoor) | 1,98 m (NR)        | 2 september 1984 | Rieti    |
| hoogspringen (indoor)  | 1,99 m (ex-WR; NR) | 23 januari 1982  | Edmonton |

## Palmares
| Datum | Competitie               | Plaats      | Resultaat | Prestatie |
| ----- | ------------------------ | ----------- | --------- | --------- |
| 1969  | Pacific Conference Games | Tokio       | 1e        | 1,71 m    |
| 1970  | Gemenebestspelen         | Edinburgh   | 1e        | 1,78 m    |
| 1971  | Pan-Amerikaanse Spelen   | Cali        | 1e        | 1,85 m    |
| 1971  | Engelse AAA-kamp.        |             | 1e        | 1,83 m    |
| 1972  | OS                       | München     | 8e        | 1,82 m    |
| 1977  | Pacific Conference Games | Canberra    | 1e        | 1,88 m    |
| 1977  | Wereldbeker              | Düsseldorf  | 3e        | 1,89 m    |
| 1978  | Gemenebestspelen         | Edmonton    | 2e        | 1,90 m    |
| 1979  | Pan-Amerikaanse Spelen   | San Juan    | 3e        | 1,85 m    |
| 1979  | Amerikaanse kamp.        |             | 1e        | 1,93 m    |
| 1979  | Wereldbeker              | Montreal    | 1e        | 1,96 m    |
| 1982  | Gemenebestspelen         | Brisbane    | 1e        | 1,88 m    |
| 1982  | Amerikaanse kamp.        |             | 1e        | 1,95 m    |
| 1983  | WK                       | Helsinki    | 6e        | 1,88 m    |
| 1984  | OS                       | Los Angeles | 5e        | 1,94 m    |
| 1985  | WK indoor                | Parijs      | 3e        | 1,90 m    |

## Onderscheidingen
- Officier in de Orde van Canada - 1983
- Medaille voor het Diamanten Jubileum van Elizabeth II - 2012

- Gemeinsame Normdatei: 138558876
- World Athletics: 14268293
- Virtual International Authority File: 90838345